# Julia de adulteriis

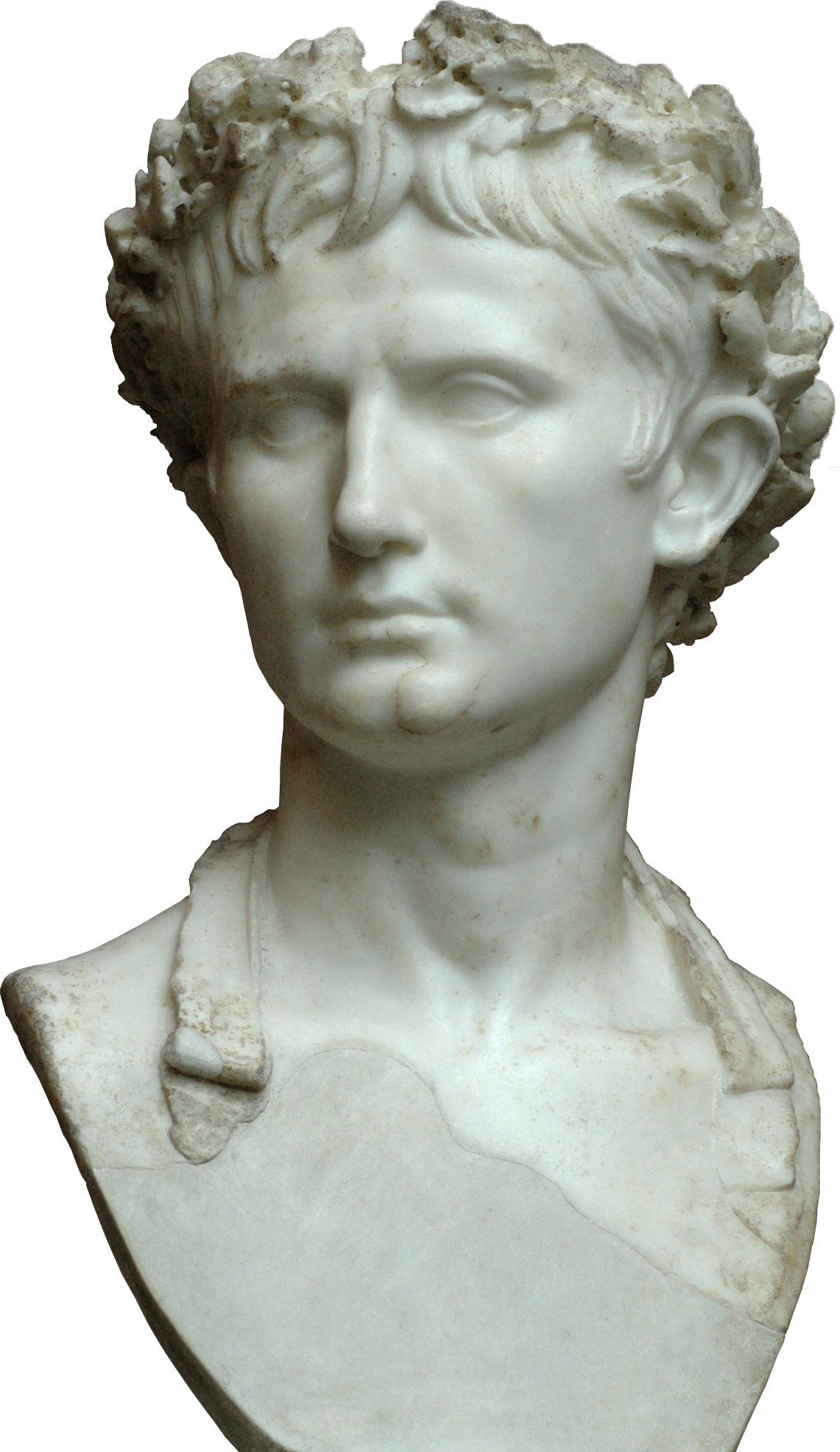
Bust d'August, primer emperador romà (27 aC - 14).

Julia de adulteriis va ser una antiga llei del començament de l'Imperi Romà que regulava l'adulteri, i totes les situacions que atacaven la moral i l'honestedat. Es va adoptar l'any 16 a petició d'August i sent consols Gai Furni i Gai Juni Silà. El pare que sorprenia en adulteri una filla a casa seva o a casa del gendre, podia matar l'adúlter si matava també la filla; la mateixa potestat es donava al marit si el que instigava de l'adulteri era un llibert, un familiar, un esclau o una persona condemnada públicament, i la dona havia de ser repudiada; l'adúlter o adúltera era confinat en una illa; si l'adúlter no era mort pel que els descobria, el podia retenir 20 hores i acusar-lo abans de 60 dies; hi havia penes per als que perdonaven la muller o deixaven anar l'adúlter, i per als que es casaven amb una adúltera condemnada, encara que el delicte prescrivia als cinc anys. La mateixa llei impedia al marit vendre el dot de la dona, ni encara amb consentiment d'aquesta (Julia de fundo dotale).